# 东西伯利亚铁路局
东西伯利亚铁路局（俄語：Восточно-Сибирская железная дорога，羅馬化：Vostochno-Sibirskaya zheleznaya doroga，简称）是俄罗斯铁路股份公司属下的铁路管理局之一，总部设于伊尔库茨克，主要负责管辖俄罗斯联邦伊尔库茨克州及布里亚特共和国的全部铁路，以及外贝加尔边疆区的部分铁路，主要干线包括西伯利亚铁路中段、贝阿铁路西段及蒙古纵贯铁路北段。东西伯利亚铁路局与克拉斯诺亚尔斯克铁路局、后贝加尔铁路局、远东铁路局相邻，并在纳乌什基与南方的蒙古国铁路连接。